# Brackcides Khadambi
Brackcides Agala Khadambi est une joueuse kényane de volley-ball et de beach-volley née le 14 mai 1984. Elle mesure 1,80 m et joue au poste de centrale. Elle totalise 81 sélections en équipe du Kenya. 

## Clubs
| Club                         | De        | À         |
| ---------------------------- | --------- | --------- |
| Kenya Prisons                | 2006-2007 | 2007-2008 |
| Sarıyer Belediyesi           | 2008-2009 | 2008-2009 |
| Kenya Prisons                | 2009-2010 | 2009-2010 |
| Hitachi Rivale               | 2010-2011 | 2010-2011 |
| Kenya Prisons                | 2011-2012 | 2013-2014 |
| Volley-Ball Club Chamalières | 2014-2015 | …         |

## Palmarès

### Équipe nationale
- Championnat d'Afrique
  - Vainqueur : 2013.
  - Finaliste : 2019.

### Clubs
- Coupe d'Afrique des clubs champions
  - Vainqueur : 2010, 2012, 2013.

### Distinctions individuelles
- Meilleure joueuse et meilleure contreuse du championnat d'Afrique des clubs 2010
- Meilleure joueuse et meilleure contreuse du championnat d'Afrique des clubs 2013
- Meilleure défenseuse du Championnat d'Afrique féminin de volley-ball 2019[1]